# Parhydraena sebastiani
Parhydraena sebastiani är en skalbaggsart som beskrevs av Perkins 2009. Parhydraena sebastiani ingår i släktet Parhydraena och familjen vattenbrynsbaggar. Inga underarter finns listade i Catalogue of Life.